# 斯普林瓦利鎮區 (堪薩斯州麥克弗森縣)
斯普林瓦利鎮區（英語：Spring Valley Township）為美國堪薩斯州麥克弗森縣轄下的鎮區。2010年美国人口普查中此鎮區人口有335人。

## 地理
斯普林瓦利鎮區涵蓋總面積為93.6平方（36.12平方英里），其中陸地面積為93.5平方（36.11平方英里），水域面積為0.026平方（0.01平方英里）或0.03%。

## 人口統計
根據2010年美國人口普查，斯普林瓦利鎮區人口有335人，其中男性有181人，女性有154人，人口密度為每平方公里3.58人，住房計145戶。鎮區內的白人有325人，非裔美國人有1人，美洲原住民有4人，亞裔美國人有0人，太平洋島裔美國人有0人，其他種族有0人，混血種族則有5人。此外鎮區內有2人為西班牙裔或拉丁裔美國人。此鎮區之年齡中位數為47.4歲，而男性年齡中位數為46.9歲，女性年齡中位數為47.8歲。